# Greg Rusedski
Greg Rusedski (* 6. září 1973 v Montrealu, Kanada) je bývalý britský profesionální tenista. Během své kariéry vyhrál 15 turnajů ATP ve dvouhře.
Svůj poslední profesionální tenisový zápas odehrál 6. dubna 2007 ve čtyřhře Davisova poháru, když spolu s  Jamie Murrayem porazil Robina Haaseho a Rogiera Wassena 6-1, 3-6, 6-3, 7-6.

## Finálové účasti na turnajích ATP (32)

### Dvouhra - výhry (15)
| Č.  | Datum             | Turnaj                     | Povrch  | Soupeř ve finále   | Výsledek                 |
| 1.  | 11. červenec 1993 | Newport, USA               | tráva   | Javier Frana       | 7-5, 6-77, 7-65          |
| 2.  | 30. duben 1995    | Soul, Korejská republika   | tvrdý   | Lars Rehmann       | 6-4, 3-1 skreč           |
| 3.  | 13. říjen 1996    | Peking, Čína               | koberec | Martin Damm        | 7-65, 6-4                |
| 4.  | 22. červen 1997   | Nottingham, Velká Británie | tráva   | Karol Kučera       | 6-4, 7-5                 |
| 5.  | 5. říjen 1997     | Basilej, Švýcarsko         | koberec | Mark Philippoussis | 6-3, 7-66, 7-63          |
| 6.  | 22. únor 1998     | Antverpy, Belgie           | tvrdý   | Marc Rosset        | 7-63, 3-6, 6-1, 6-4      |
| 7.  | 8. listopad 1998  | Paříž, Francie             | koberec | Pete Sampras       | 6-4, 7-64, 6-3           |
| 8.  | 27. září 1999     | Grand Slam Cup, Německo    | tvrdý   | Tommy Haas         | 6-3, 6-4, 6-75, 7-65     |
| 9.  | 17. říjen 1999    | Vídeň, Rakousko            | tvrdý   | Nicolas Kiefer     | 6-75, 2-6, 6-3, 7-5, 6-4 |
| 10. | 4. březen 2001    | San José, USA              | tvrdý   | Andre Agassi       | 6-3, 6-4                 |
| 11. | 13. leden 2002    | Auckland, Nový Zéland      | tvrdý   | Jerome Golmard     | 6-77, 6-4, 7-5           |
| 12. | 18. srpen 2002    | Indianapolis, USA          | tvrdý   | Félix Mantilla     | 6-76, 6-4, 6-4           |
| 13. | 22. červen 2003   | Nottingham, Velká Británie | tráva   | Mardy Fish         | 6-3, 6-2                 |
| 14. | 11. červenec 2004 | Newport, USA               | tráva   | Alexander Popp     | 7-65, 7-62               |
| 15. | 10. červenec 2005 | Newport, USA               | tráva   | Vince Spadea       | 7-63, 2-6, 6-4           |

### Dvouhra - prohry (12)
| Č.  | Datum           | Turnaj                 | Povrch  | Soupeř ve finále  | Výsledek                  |
| 1.  | 24. říjen 1993  | Peking, Čína           | koberec | Michael Chang     | 7-65, 6-76, 6-4           |
| 2.  | 21. květen 1995 | Coral Springs, USA     | antuka  | Todd Woodbridge   | 6-4, 6-2                  |
| 3.  | 2. únor 1997    | Záhřeb, Chorvatsko     | koberec | Goran Ivanišević  | 7-64, 4-6, 7-66           |
| 4.  | 16. únor 1997   | San José, USA          | tvrdý   | Pete Sampras      | 3-6, 5-0 skreč            |
| 5.  | 7. září 1997    | US Open, USA           | tvrdý   | Patrick Rafter    | 6-3, 6-2, 4-6, 7-5        |
| 6.  | 12. říjen 1997  | Vídeň, Rakousko        | koberec | Goran Ivanišević  | 3-6, 6-74, 7-64, 6-2, 6-3 |
| 7.  | 8. únor 1998    | Split, Chorvatsko      | koberec | Goran Ivanišević  | 7-63, 7-65                |
| 8.  | 15. březen 1998 | Indian Wells, USA      | tvrdý   | Marcelo Ríos      | 6-3, 6-715, 7-64, 6-4     |
| 9.  | 4. říjen 1998   | Toulouse, Francie      | tvrdý   | Jan Siemerink     | 6-4, 6-4                  |
| 10. | 28. únor 1999   | Londýn, Velká Británie | koberec | Richard Krajicek  | 7-66, 6-75, 7-5           |
| 11. | 29. srpen 1999  | Boston, USA            | tvrdý   | Marat Safin       | 6-4, 7-611                |
| 12. | 17. říjen 2004  | Moskva, Rusko          | koberec | Nikolaj Davyděnko | 3-6, 6-3, 7-5             |

### Čtyřhra - výhry (3)
| Č. | Datum             | Turnaj                      | Povrch  | Partner             | Soupeři ve finále             | Výsledek      |
| 1. | 10. červenec 1994 | Newport, USA                | tráva   | Alex Antonitsch     | Kent Kinnear David Wheaton    | 6-4, 3-6, 6-4 |
| 2. | 15. září 1996     | Bournemouth, Velká Británie | antuka  | Marc-Kevin Goellner | Rodolphe Gilbert Nuno Marques | 6-3, 7-6      |
| 3. | 28. únor 1999     | Londýn, Velká Británie      | koberec | Tim Henman          | Byron Black Wayne Ferreira    | 6-3, 7-66     |

### Čtyřhra - prohry (2)
| Č. | Datum           | Turnaj          | Povrch  | Partner         | Soupeři ve finále      | Výsledek      |
| 1. | 23. říjen 1994  | Vídeň, Rakousko | koberec | Alex Antonitsch | Mike Bauer David Rikl  | 7-6, 6-4      |
| 2. | 12. březen 1995 | Kodaň, Dánsko   | koberec | Guillaume Raoux | Mark Keil Peter Nyborg | 6-7, 6-4, 7-6 |